# Combat shirt

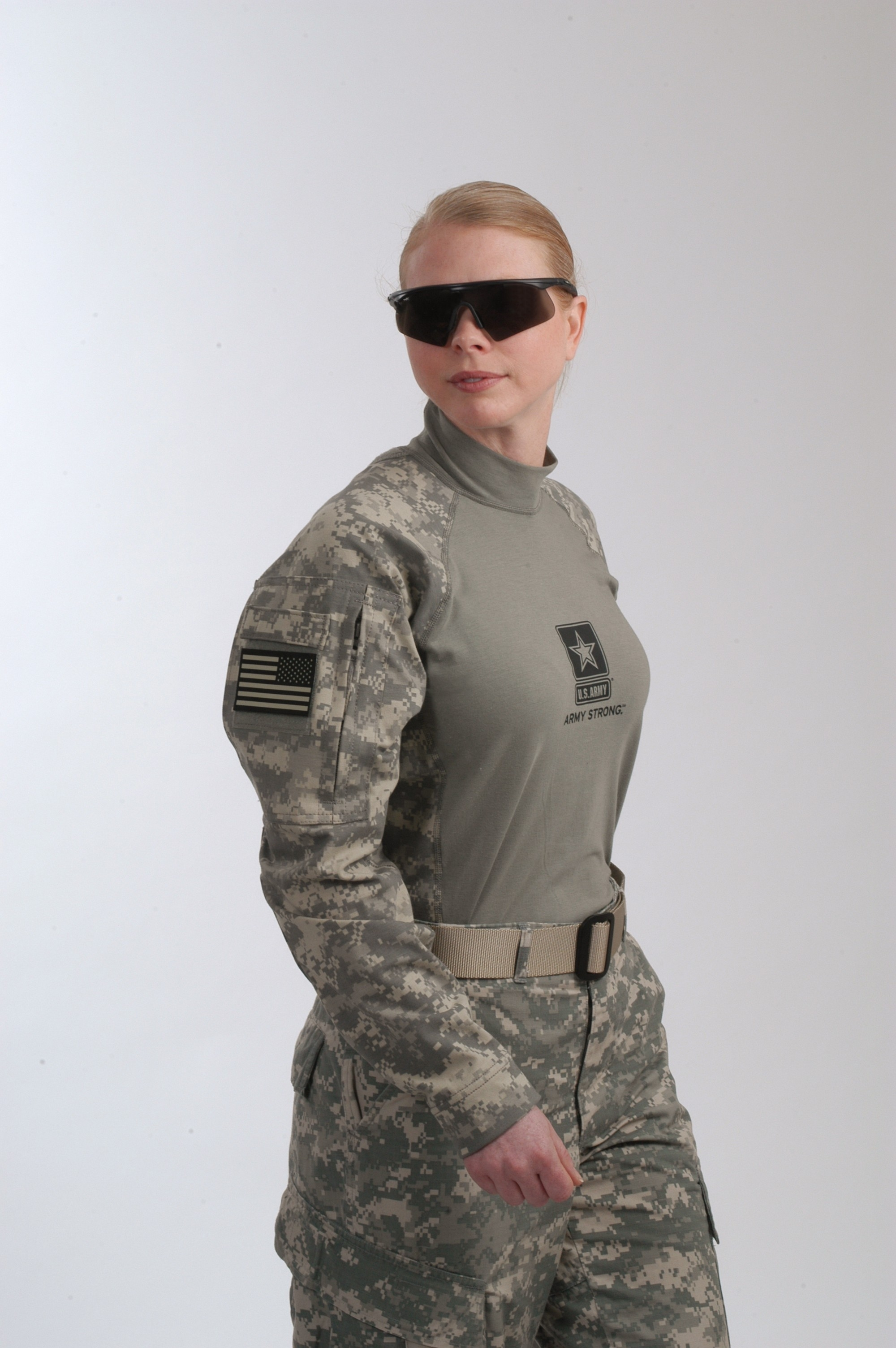
Przykładowy combat shirt - Army Combat Shirt

Combat shirt – bluza wojskowa zaprojektowana do noszenia pod kamizelką kuloodporną.
Rozpowszechnienie kamizelek kuloodpornych i zintegrowanych spowodowało stworzenie nowego typu bluzy - tzw. combat shirt. Combat shirts zazwyczaj wykonane są z dwóch rodzajów materiału: korpus jest wykonany z rozciągliwej tkaniny termoaktywnej, a rękawy z tkaniny mundurowej z kamuflażem. Kieszenie rozmieszczone są tylko na rękawach. Taka konstrukcja pozwala na lepszą wentylację ciała niż w przypadku zwykłej bluzy mundurowej (co jest niezwykle ważne w przypadku noszenia kamizelek balistycznych), a także nie posiada żadnych elementów, które mogłyby uwierać pod kamizelką.

## Combat shirt w Wojsku Polskim
Wraz z pracami nad wprowadzeniem nowego umundurowania polowego „mundur polowy wz. 2008” przeprowadzono pracę nad stworzeniem combat shirtu dla polskiej armii. Prototyp nazwano „koszulo-bluza pod kamizelkę ochronną”. Powstały dwie wersje: z rękawami wykonanymi z materiału trudnopalnego oraz z rękawami wykonanymi ze zwykłej tkaniny mundurowej US-21 składającej się w 83% z bawełny i 17% z poliestru. Po badaniach partii prototypowej do dalszych badań wybrano koszulo-bluzę z rękawami z tkaniny trudnopalnej. Do dziś  nie wprowadzono jednak combat shirtów do służby. Żołnierze korzystają więc z wyrobów komercyjnych firm.

## Przykłady combat shirtów
- Army Combat Shirt
- Under Body Armour Combat Shirt (UBACS)